# 왕이 (목회자)
왕이(중국어: 王怡, 병음: Wáng Yí, 1973년 6월 1일 ~ )는 중화인민공화국의 개신교 목사이다. 왕수야(중국어 간체자: 王书亚, 정체자: 王書亞, 병음: Wáng Shūyà)라는 필명으로도 유명한 그는 쓰촨성 청두시에서 법학자로 활동하는 한편 청두시에서 칼뱅주의 가정교회인 추우성약교회(秋雨聖約敎會)를 설립했다.

## 생애
왕이는 1973년 6월 1일에 쓰촨성 청두시 북동쪽에 위치한 작은 마을인 몐양시 싼타이현에서 태어났다. 1996년에 쓰촨 대학을 졸업하고 청두 대학에서 법학을 가르치기 시작했다. 활발한 인권 옹호자이기도 한 그의 문화적, 정치적 논평은 왕이에게 전국적인 관심을 가져왔다.
2004년에는 《남방인물주간》(南方人物周刊)이 선정한 "중국에서 가장 영향력 있는 공공 지식인 50인"에 포함되었다. 2005년에 개신교로 개종하여 세례를 받고 가정교회에서 봉사하기 시작했다. 그는 중국에서 몇 안 되는 선구적인 기독교 인권 변호인 가운데 한 명이었다.
왕이는 2006년에 미국 백악관에서 중국의 인권 변호인들과 함께 조지 W. 부시 미국 대통령을 만나 중국의 종교의 자유에 대해 논의했다. 2008년에 세계 기독교 법학 회의에 참석하기 위해 워싱턴 D.C.로 돌아왔고 종교적 자유를 증진하는 데에 기여한 공로로 상을 받았다.
왕이는 2008년에 청두에서 추우지복귀정교회(秋雨之福歸正敎會)를 설립했는데 이 교회는 나중에 추우성약교회(秋雨聖約敎會)로 이름을 바꿨다. 그는 2011년 10월에 안수를 받고 교회 목사가 되었다. 이 교회는 2018년 말에 폐쇄되기 전까지 약 700명의 교인이 있었다.
왕이는 서방 세계에서 가장 유명한 중국의 기독교 목사 가운데 한 명이었다. 추우성약교회는 《애틀랜틱》, 《뉴욕 타임스》를 비롯한 많은 언론과 학술 논문의 주제로 소개되었다. 《워싱턴 포스트》 편집실은 논평을 통해 왕이가 "사람들이 자유롭게 생각하고, 말하고, 예배하고, 모이도록 허용하는 숭고한 열망의 전형"이라고 평가했다.
2018년 12월 9일에 왕이 목사와 다른 교회 신도 100명 이상이 중국 당국에 체포되었다. 또한 중국 당국은 교회 탄압에 대한 모든 보고를 금지시켰다. 국제 종교의 자유를 위한 미국 대사는 중국 당국의 이러한 조치를 강하게 비판했다. 그가 48시간 동안 구금된 이후에 추우성약교회는 그가 체포당하기 2개월 전에 쓴 〈나의 충실한 불복종 선언서〉를 공개했다.
왕이 목사는 2019년 12월 30일에 청두시 중급인민법원에서 열린 재판에서 국가 권력 전복을 선동한 혐의로 징역 9년을 선고받았다. 이 판결문에는 3년 동안 그의 정치적 권리를 박탈하고 50,000위안의 개인 자산을 몰수하는 내용도 포함되어 있다.
미국 국무부는 2019년 12월 31일에 공개된 성명을 통해 해당 사건을 "중국 정부가 중국의 기독교인들과 다른 종교 단체들에 대한 탄압을 강화한 또 다른 사례"라고 규정하고 중국 당국에 즉각적이고 무조건적인 석방을 요구했다. 중국 주재 네덜란드 대사관은 2020년 1월 1일에 시나 웨이보를 통해 왕이 목사의 형량에 대한 중국 법원의 판결문 스크린샷과 함께 종교의 자유를 강조하는 메시지를 게재했다.

## 신학
왕이는 교회와 국가의 분리 사상이 칼뱅주의의 전통에서 비롯되었다고 주장했다. 그는 중국의 삼자애국운동이 중국 민족주의를 강조하는 것이라고 비판하며 이는 지역 사회를 중시하는 대가로 세속적인 권위에 대한 숭배를 초래한다고 주장했다. 대신 그는 미국에서의 교회와 국가의 분리를 주장하는데 그는 이것이 초월적인 힘, 즉 주권적인 신에 의해 합법화된 헌법적 정치라고 주장했다. 나아가 그는 국가가 한편으로는 교회의 일에 간섭할 수 없으며 다른 한편으로는 신성한 의무로부터 종교의 자유를 보호할 의무가 있다고 주장했다.
왕이는 중국 가정교회의 투명성과 홍보를 촉진하기를 원했다. 그는 교회가 하나님의 음성을 경청해야 할 뿐만 아니라 공적인 일에 관여해야 한다고 주장했다. 그를 위해 중국 개혁교회는 중국 교회를 위한 목회 선교와 중국 사회를 위한 예언 선교를 해야 한다고 지적했다. 프레드릭 펠먼에 따르면 왕이는 이를 장 칼뱅의 제네바 개혁과 유사하게 중국 전역에 '새로운 제네바'가 확립되는 메커니즘으로 보고 있다.

## 중국판 95개조 반박문
왕이는 2015년 8월에 정부와 사회 관계에서 중국 가정교회의 입장을 재확인하기 위해 《가정교회에 대한 우리의 입장 재확인: 95개조 반박문》이라는 제목의 문서를 게재했다. 마르틴 루터의 95개조 반박문을 반영한 왕이의 《중국판 95개조 반박문》은 가정교회의 관점에서 교회-국가 관계에 대한 그의 견해를 보여준다. 이 문서는 다음과 같이 6개 장으로 구성되어 있다.
- 제1장(1절-17절): 하나님의 주권과 성경적 권위.
- 제2장(18절-31절): 하나님의 법과 그리스도의 구원.
- 제3장(32절-39절): "기독교의 중국화"에 대한 반대.
- 제4장(40절-44절): 그리스도와 그의 왕국의 몸으로서의 교회.
- 제5장(45절-72절): 두 왕국의 관계와 정교 분립.
- 제6장(73절-95절): "삼자애국운동"에 대한 반대와 대위원회의 단언.